# Inty Grønneberg
Inty Andrés Grønneberg Ipiales (Ibarra, Imbabura, 1984) es un ingeniero mecánico y científico ecuatoriano, elegido como  'Inventor del Año 2018 en América Latina' por la revista MIT Technology Review. Actualmente es CEO de Ichthion y Presidente de Fundación Circular en Ecuador.

## Biografía
Hijo de padre noruego y madre ecuatoriana, nació en Ibarra y posteriormente se mudó a Quito, al barrio de Cotocollao.
Estudio en el colegio Central Técnico de Quito, donde fue dirigente estudiantil. Posteriormente, estudió en la ESPE obteniendo el título de Ingeniero Mecánico. 
Cursó una maestría en Procesos de Fabricación en la Universidad de Greenwich. 
Es PhD en Ecosistemas de Innovación, en el Imperial College London.
Es cofundador y Presidente de Ichthion, donde es responsable de la implementación de herramientas tecnológicas a nivel local, así como de su posicionamiento comercial. 
Fue elegido 'Inventor del Año 2018 en América Latina' por la revista MIT Technology Review, por la invención de turbinas capaces de extraer hasta 80 toneladas diarias de desechos plásticos en ríos y océanos que busca comercializar con su empresa Ichthion una vez demuestre la efectividad de su diseño. 
Ha recibido la condecoración de la Orden Nacional 'Al Mérito' en el grado de Comendador de manos del Presidente Lenín Moreno, y fue escogido como 'Embajador del Ambiente y la Bioeconomía' por el Ministerio de Ambiente del Ecuador.
Inty es presidente y cofundador de Fundación Circular en Ecuador, una ONG fundada en 2019, con el objetivo de mejorar la vida de grupos sociales vulnerables a través de tecnología e innovación. 